# Довгий Микола Григорович
Мико́ла Григо́рович До́вгий (нар. 12 травня 1977, с. Мартинівка, Новоархангельський район, Кіровоградська область, Українська РСР — пом. 27 квітня 2015, с. Спартак, Ясинуватський район, Донецька область, Україна) — солдат Збройних сил України, водій 11-го ОМПБ «Київська Русь», учасник російсько-української війни.

## Життєпис
Народився 1977 року в селі Мартинівка на Кіровоградщині, був старшим сином в родині Довгих. Після закінчення школи вступив до Уманського профтехучилища, здобув робітничу професію токаря, у Кам'янечому закінчив курси водіїв. Після проходження строкової військової служби в Збройних силах поїхав до столиці, влаштувався водієм на одному з київських заводів, — доставляв будівельні матеріали замовникам. Мешкав поблизу Києва — у Києво-Святошинському районі, згодом перевіз туди і свою сім'ю. Любив рибалити.
Під час Революції Гідності приєднався до протестів на київському Майдані.
У зв'язку з російською збройною агресією проти України у вересні 2014-го призваний за частковою мобілізацією.
Солдат, водії 11-го окремого мотопіхотного батальйону «Київська Русь» 72-ї окремої механізованої бригади, в/ч польова пошта В2262. Виконував завдання на території проведення антитерористичної операції, служив водієм автобуса, перевозив особовий склад і боєприпаси.
27 квітня 2015-го загинув від вибухової травми, якої зазнав під час виконання військового завдання в районі Донецька, поблизу окупованого села Спартак.
Похований на кладовищі рідного села Мартинівка.
Залишилися батьки, брати, дружина Оксана, доньки — Олена і Каріна (1999 і 2002 р.н.), та син — Валентин (1997 р.н.).

## Нагороди та звання
- За особисту мужність і високий професіоналізм, виявлені у захисті державного суверенітету та територіальної цілісності України, вірність військовій присязі нагороджений орденом «За мужність» III ступеня (4.6.2015, посмертно)[1].
- Рішенням Києво-Святошинської районної ради № 203-15-VII від 20.12.2016 присвоєне звання «Герой-захисник Вітчизни» Києво-Святошинського району (посмертно). Почесну відзнаку вручено родині загиблого захисника[2].